# Wild Honey (album)
Wild Honey je třinácté studiové album americké skupiny The Beach Boys. Vydáno bylo dne 18. prosince 1967 společností Capitol Records a jeho producenty byli členové kapely. Kapela na albu změnila styl, přiblížila se k soulové hudbě. V domácí hitparádě Billboard 200 se album umístilo na 24. místě, zatímco v britské (UK Albums Chart) se dostalo až na sedmé.

## Seznam skladeb
1. Wild Honey – 2:37
2. Aren't You Glad – 2:16
3. I Was Made to Love Her – 2:05
4. Country Air – 2:20
5. A Thing or Two – 2:40
6. Darlin' – 2:12
7. I'd Love Just Once to See You – 1:48
8. Here Comes the Night – 2:41
9. Let the Wind Blow – 2:19
10. How She Boogalooed It – 1:56
11. Mama Says – 1:05

## Obsazení
The Beach Boys
- Al Jardine – zpěv, kytara
- Bruce Johnston – zpěv, varhany, baskytara
- Mike Love – zpěv
- Brian Wilson – zpěv, klavír, varhany, perkuse
- Carl Wilson – zpěv, kytara, baskytara, tamburína, bicí
- Dennis Wilson – zpěv, bicí, bonga

Ostatní hudebníci
- Hal Blaine – bicí
- Ron Brown – basa
- Paul Tanner – electro-theremin